# Vučine
Vučine (cyr. Вучине) – wieś w Bośni i Hercegowinie, w Republice Serbskiej, w gminie Višegrad. W 2013 roku liczyła 257 mieszkańców.